# 1980-as labdarúgó-Európa-bajnokság (selejtező – 2. csoport)
Az 1980-as labdarúgó-Európa-bajnokság selejtezőjének 2. csoportjának mérkőzéseit tartalmazó lapja. A csoportban Ausztria, Belgium, Norvégia, Portugália és Skócia szerepelt. A csapatok körmérkőzéses, oda-visszavágós rendszerben játszottak egymással.
A csoportelső Belgium kijutott az 1980-as labdarúgó-Európa-bajnokságra.

## Tabella
| Hely. | Csapat     | M | Gy | D | V | G+ | G– | Gk  | P  | Továbbjutás                            |     | Belgium | Ausztria | Portugália | Skócia | Norvégia |
| ----- | ---------- | - | -- | - | - | -- | -- | --- | -- | -------------------------------------- | --- | ------- | -------- | ---------- | ------ | -------- |
| 1.    | Belgium    | 8 | 4  | 4 | 0 | 12 | 5  | +7  | 12 | Kijutott az 1980-as Európa-bajnokságra |     | —       | 1–1      | 2–0        | 2–0    | 1–1      |
| 2.    | Ausztria   | 8 | 4  | 3 | 1 | 14 | 7  | +7  | 11 |                                        |     | 0–0     | —        | 1–2        | 3–2    | 4–0      |
| 3.    | Portugália | 8 | 4  | 1 | 3 | 10 | 11 | −1  | 9  |                                        | 1–1 | 1–2     | —        | 1–0        | 3–1    |          |
| 4.    | Skócia     | 8 | 3  | 1 | 4 | 15 | 13 | +2  | 7  |                                        | 1–3 | 1–1     | 4–1      | —          | 3–2    |          |
| 5.    | Norvégia   | 8 | 0  | 1 | 7 | 5  | 20 | −15 | 1  |                                        | 1–2 | 0–2     | 0–1      | 0–4        | —      |          |

## Mérkőzések
Az időpontok helyi idő szerint értendők.
| 1978. augusztus 30. 19:00 |

| Norvégia | 0–2               | Ausztria              |
| -------- | ----------------- | --------------------- |
|          | (0–2) Jegyzőkönyv | Pezzey 25' Krankl 43' |

| Ullevaal Stadium, Oslo Nézőszám: 13 075 Játékvezető: Pat Partridge (angol) |

| 1978. szeptember 20. 19:00 |

| Ausztria                           | 3–2               | Skócia               |
| ---------------------------------- | ----------------- | -------------------- |
| Pezzey 26' Schachner 48' Kreuz 65' | (1–0) Jegyzőkönyv | McQueen 68' Gray 78' |

| Prater Stadium, Bécs Nézőszám: 62 281 Játékvezető: Alberto Michelotti (olasz) |

| 1978. szeptember 20. 20:00 |

| Belgium   | 1–1               | Norvégia  |
| --------- | ----------------- | --------- |
| Cools 65' | (0–1) Jegyzőkönyv | Økland 8' |

| Daknam Stadium, Lokeren Nézőszám: 5272 Játékvezető: Marjan Rauš (jugoszláv) |

| 1978. október 11. 21:30 |

| Portugália   | 1–1               | Belgium         |
| ------------ | ----------------- | --------------- |
| E. Gomes 31' | (1–1) Jegyzőkönyv | Vercauteren 37' |

| Estádio da Luz, Lisszabon Nézőszám: 20 000 Játékvezető: Georges Konrath (francia) |

| 1978. október 25. 20:00 |

| Skócia                                  | 3–2               | Norvégia          |
| --------------------------------------- | ----------------- | ----------------- |
| Dalglish 35' 81' Gemmill 87' (11-esből) | (1–1) Jegyzőkönyv | Aas 3' Økland 64' |

| Hampden Park, Glasgow Nézőszám: 65 372 Játékvezető: Vojtech Christov (csehszlovák) |

| 1978. november 15. 19:00 |

| Ausztria      | 1–2               | Portugália           |
| ------------- | ----------------- | -------------------- |
| Schachner 71' | (0–1) Jegyzőkönyv | Nené 30' Fonseca 90' |

| Prater Stadium, Bécs Nézőszám: 64 024 Játékvezető: Nicolae Rainea (román) |

| 1978. november 29. 21:30 |

| Portugália  | 1–0               | Skócia |
| ----------- | ----------------- | ------ |
| Fonseca 28' | (1–0) Jegyzőkönyv |        |

| Estádio da Luz, Lisszabon Nézőszám: 60 000 Játékvezető: Ernst Dörflinger-Buser (svájci) |

| 1979. március 28. 20:00 |

| Belgium                     | 1–1               | Ausztria   |
| --------------------------- | ----------------- | ---------- |
| Vandereycken 21' (11-esből) | (0–0) Jegyzőkönyv | Krankl 61' |

| Constant Vanden Stock Stadium, Brüsszel Nézőszám: 6264 Játékvezető: Angel Franco Martinez (spanyol) |

| 1979. május 2. 19:00 |

| Ausztria | 0–0         | Belgium |
| -------- | ----------- | ------- |
|          | Jegyzőkönyv |         |

| Prater Stadium, Bécs Nézőszám: 42 903 Játékvezető: Hilmi Ok (török) |

| 1979. május 9. 19:00 |

| Norvégia | 0–1               | Portugália |
| -------- | ----------------- | ---------- |
|          | (0–1) Jegyzőkönyv | Alves 35'  |

| Ullevaal Stadium, Oslo Nézőszám: 9876 Játékvezető: Siegfried Kirschen (német) |

| 1979. június 7. 19:00 |

| Norvégia | 0–4               | Skócia                                            |
| -------- | ----------------- | ------------------------------------------------- |
|          | (0–3) Jegyzőkönyv | Jordan 32' Dalglish 39' Robertson 43' McQueen 54' |

| Ullevaal Stadium, Oslo Nézőszám: 17 269 Játékvezető: Ib. F. Nielsen (dán) |

| 1979. augusztus 29. 19:00 |

| Ausztria                                              | 4–0               | Norvégia |
| ----------------------------------------------------- | ----------------- | -------- |
| Jara 42' Prohaska 46' (11-esből) Kreuz 75' Krankl 86' | (1–0) Jegyzőkönyv |          |

| Prater Stadium, Bécs Nézőszám: 30 991 Játékvezető: Jaromír Fausek (csehszlovák) |

| 1979. szeptember 12. 19:00 |

| Norvégia    | 1–2               | Belgium                       |
| ----------- | ----------------- | ----------------------------- |
| Jacobsen 7' | (1–1) Jegyzőkönyv | Janssens 31' van der Elst 75' |

| Ullevaal Stadium, Oslo Nézőszám: 11 255 Játékvezető: Alojzy Jarguz (lengyel) |

| 1979. október 17. 20:00 |

| Belgium                       | 2–0               | Portugália |
| ----------------------------- | ----------------- | ---------- |
| van Moer 46' van der Elst 56' | (0–0) Jegyzőkönyv |            |

| Heysel Stadion, Brüsszel Nézőszám: 8799 Játékvezető: Ulf Eriksson (svéd) |

| 1979. október 17. 20:00 |

| Skócia      | 1–1               | Ausztria   |
| ----------- | ----------------- | ---------- |
| Gemmill 75' | (0–1) Jegyzőkönyv | Krankl 40' |

| Hampden Park, Glasgow Nézőszám: 67 895 Játékvezető: Palotai Károly (magyar) |

| 1979. november 1. 15:00 |

| Portugália               | 3–1               | Norvégia   |
| ------------------------ | ----------------- | ---------- |
| Correia 37' Nené 59' 71' | (1–1) Jegyzőkönyv | Hammer 10' |

| Estádio da Luz, Lisszabon Nézőszám: 25 000 Játékvezető: Riccardo Lattanzi (olasz) |

| 1979. november 21. 20:00 |

| Belgium                         | 2–0               | Skócia |
| ------------------------------- | ----------------- | ------ |
| van der Elst 5' Voordeckers 47' | (1–0) Jegyzőkönyv |        |

| Heysel Stadion, Brüsszel Nézőszám: 14 289 Játékvezető: Eldar Azim-Zade (szovjet) |

| 1979. november 21. 21:30 |

| Portugália   | 1–2               | Ausztria                |
| ------------ | ----------------- | ----------------------- |
| R. Gomes 42' | (1–1) Jegyzőkönyv | Welzl 37' Schachner 51' |

| Estádio da Luz, Lisszabon Nézőszám: 52 815 Játékvezető: Charles Corver |

| 1979. december 19. 20:00 |

| Skócia        | 1–3               | Belgium                              |
| ------------- | ----------------- | ------------------------------------ |
| Robertson 55' | (0–3) Jegyzőkönyv | Vandenbergh 18' van der Elst 23' 29' |

| Hampden Park, Glasgow Nézőszám: 25 389 Játékvezető: Heinz Aldinger (nyugatnémet) |

| 1980. március 26. 20:00 |

| Skócia                                                    | 4–1               | Portugália   |
| --------------------------------------------------------- | ----------------- | ------------ |
| Dalglish 5' Gray 30' Archibald 69' Gemmill 84' (11-esből) | (2–0) Jegyzőkönyv | F. Gomes 74' |

| Hampden Park, Glasgow Nézőszám: 20 233 Játékvezető: Robert Wurtz (francia) |